# Pasadena
Pour les articles homonymes, voir Pasadena (homonymie).
Pasadena est une ville américaine située à l'est de Los Angeles et au pied des montagnes de San Gabriel, dans l'État de Californie. Sa population comptait 138 699 habitants lors du recensement de 2020. Il s'agit de la huitième plus grande ville de l'agglomération de Los Angeles.
Elle est bien connue pour ses institutions scientifiques, notamment le California Institute of Technology, ses musées, dont le fameux Norton Simon Museum, le tournoi de la parade des roses, ainsi que le match de football annuel au Rose Bowl Game. Plusieurs artistes de Hollywood et personnalités culturelles et scientifiques habitent à Pasadena.

## Géographie
La ville de Pasadena est située à quinze kilomètres au nord-est du centre d'affaires de Los Angeles, à une altitude de 263 m. La région du Grand Pasadena est bornée par la fissure Raymond Dike vers le sud, la ravine Arroyo Seco (en) vers l'ouest, les montagnes San Gabriel vers le nord, et la ville Sierra Madre vers l'est. Selon le Bureau du recensement des États-Unis, Pasadena s'étend sur 60 km².
Autour de Pasadena se trouvent huit communes : South Pasadena, San Marino, Arcadia, Sierra Madre, La Cañada Flintridge, Altadena, Glendale et Eagle Rock. Malgré la proximité de Los Angeles, Pasadena constitue une entité distincte grâce à des institutions scientifiques, culturelles et éducatives qui s'ajoutent à de nombreux marchés et restaurants.

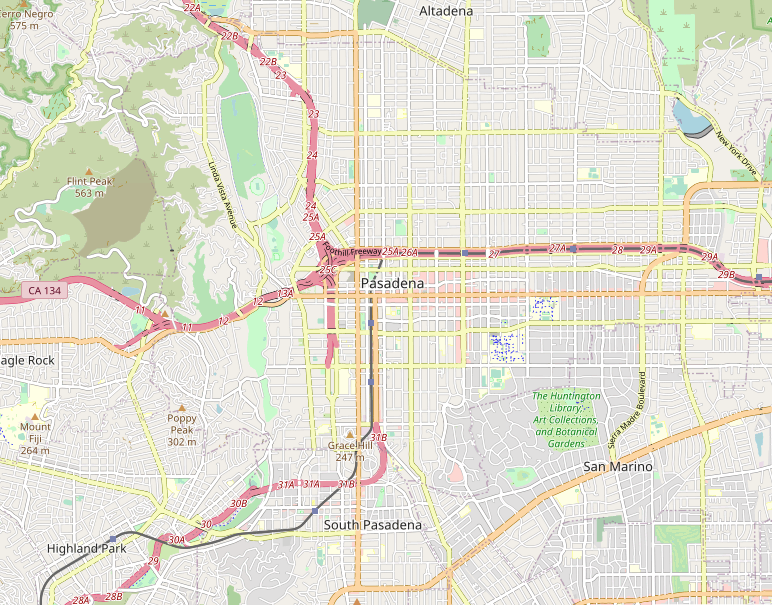
Carte OpenStreetMap.

## Urbanisme

### Quartiers

#### Raymond Hill
La Raymond Avenue constitue la colonne vertébrale de Raymond Hill,. Localement, le quartier est également appelé Raymond Transit District. La partie Nord de Raymond Hill, une zone industrielle, est parfois appelée Arroyo Del Mar. Cette zone est délimitée par le Del Mar Boulevard au Nord, South Pasadena au Sud, la Fair Oaks Avenue à l'Ouest et la Marengo Avenue à l'Est,. Le quartier est desservi par un tronçon de l'Autoroute 710 et par la ligne L du métro de Los Angeles,. Raymond Hill est notamment pourvu de la Blair High School,.

## Histoire

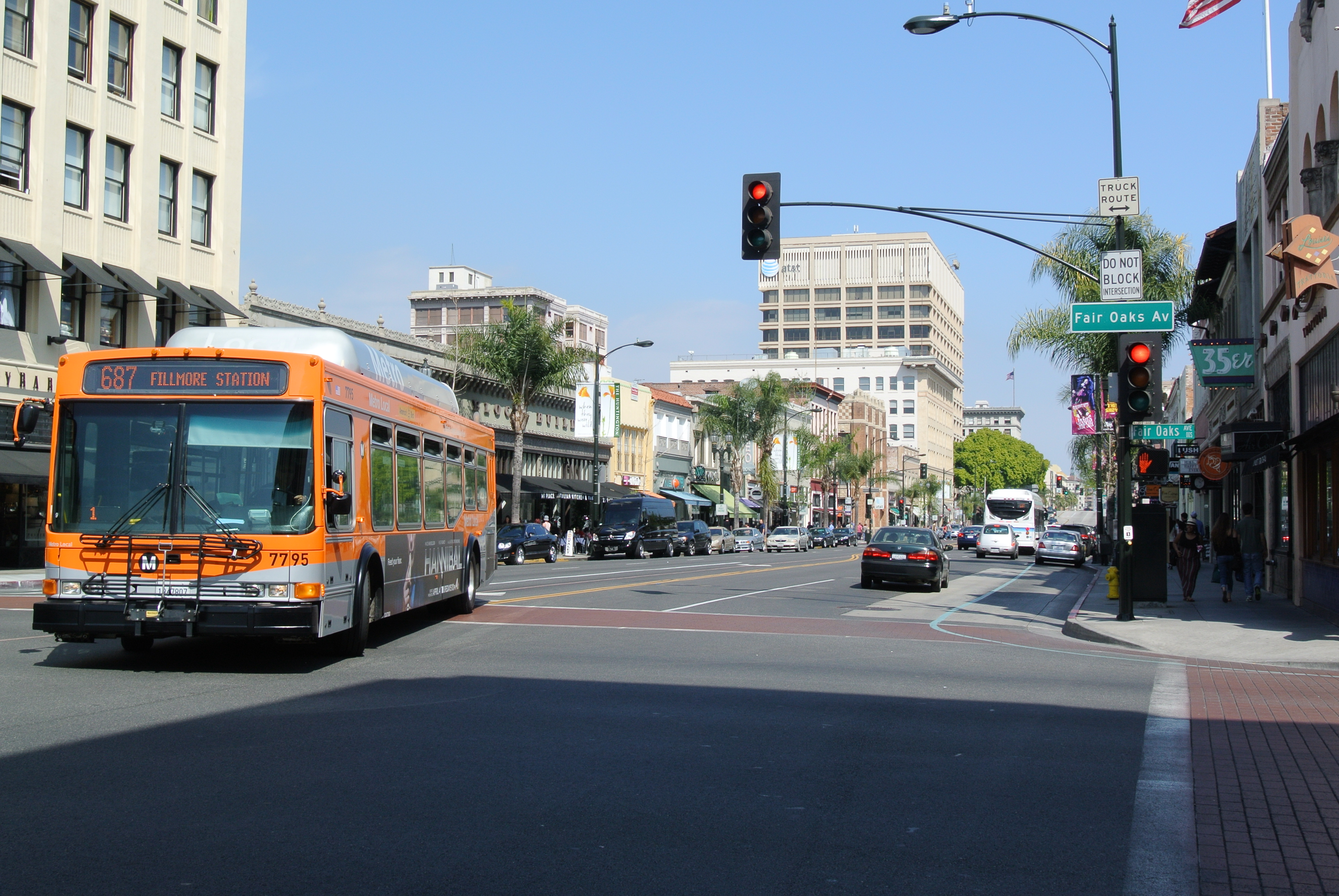
Centre du « vieux Pasadena » et bus de l'agglomération.

Pasadena a été peuplée par les Amérindiens de la tribu de Hahamog-na, une branche des Tongvas (groupe des langues uto-aztèques)[Interprétation personnelle ?] aux environs de la ravine Arroyo Seco. Elle est devenue la concession de terre espagnole Rancho San Pascual, ainsi appelée parce qu'elle fut allouée le jour de Pâques en 1826 à Eulalia Pérez de Guillén, une femme de ménage de la Mission San Gabriel. Ce ranch comprenait des voisins de Pasadena, Altadena et South Pasadena.
Jusqu'à l'annexion de la Californie en 1848, le dernier des propriétaires espagnols fut Manuel Garfias. Il eut ensuite l'occasion de conserver le ranch jusqu'au moment où la Californie devint un État indépendant, en 1850. Il vendit des parties du ranch aux premiers colons anglophones qui s'y installèrent, Benjamin Eaton et S. Griffen. Plusieurs parties du ranch furent achetées par Benjamin Davis Wilson, qui y établit Lake Vineyard. Wilson était aussi le propriétaire du ranch de Jurupa (Riverside) et devint le premier maire anglophone de Los Angeles. Il[Qui ?] fut aussi le grand-père du célèbre général de la Seconde Guerre mondiale George Patton.
En 1873, Wilson reçut la visite du médecin M. Berry, arrivé de l'Indiana. Il cherchait un nouvel endroit qui offrirait un meilleur climat pour la santé de ses patients, la plupart souffrant de maladies respiratoires. Le Dr Berry souffrait lui-même d'asthme, mais après trois nuits de sommeil, il se sentit mieux. Pour amasser assez d'argent pour faire venir ses patients en Californie, le Dr Berry établit la Southern California Orange Growers Association et rassembla une fortune.
Les colons d'Indiana purent acheter à M. Wilson un domaine vers Arroyo[Quoi ?] et y planter plusieurs vergers. Le 31 janvier 1874, ils fondèrent l'Indiana Colony. La malle poste arriva à Los Angeles, destinée à Indiana Colony. Une étudiante qui fréquentait l'université de Los Angeles y retournait chaque jour avec le courrier. La colonie désirait son propre bureau de poste. Il fallait changer le nom d' « Indiana Colony » pour que le Général de Poste puisse l'accepter. Il y avait un choix de trois noms : Indianola, Granada, et Pasadena.
Un des fondateurs, Thomas Elliott, faisait un compte-rendu à un ami du Michigan qui était missionnaire des Amérindiens Chippewa à Minnesota. Thomas demandait la traduction de « couronne de la vallée », « clef de la vallée », « vallée de la vallée », et « colline de la vallée » Il reçut la première réponse : « Weo-quan pa-sa-de-na ». Mais chaque traduction avait la partie « pa-sa-de-na » « de la vallée ». Le commandement des fondateurs choisissait le nom « Pasadena ». Pasadena fut incorporée en mars 1886.
Pasadena devint une région attractive pendant les années 1880, ce qui entraina une croissance immobilière. Il y établit une gare du chemin de fer Atchison Topeka et Santa Fe Railroad qui contribua à son essor. De grands hôtels se développèrent, le premier étant l'Hôtel Raymond au sud de Pasadena. Il fut construit sur la colline de Bacon Hill, renommée Raymond Hill quand le grand Hôtel Raymond ouvrit ses portes en 1886.
C'est à Pasadena que fut aménagée la première freeway de l'agglomération angeline.

## Démographie
| Groupe                                                         | Pasadena                 | Californie               | États-Unis              |
| -------------------------------------------------------------- | ------------------------ | ------------------------ | ----------------------- |
| Blancs                                                         | 55,8                     | 57,6                     | 72,4                    |
| Asiatiques, dont : Chinois Philippins Coréens Japonais Indiens | 14,3 5,1 2,7 2,0 1,5 1,3 | 13,0 3,4 3,2 1,2 0,7 1,4 | 4,8 1,1 0,8 0,5 0,2 0,9 |
| Autres                                                         | 13,6                     | 17,0                     | 6,2                     |
| Afro-Américains                                                | 10,7                     | 6,2                      | 12,6                    |
| Métis                                                          | 4,9                      | 4,9                      | 2,9                     |
| Amérindiens                                                    | 0,6                      | 1,0                      | 0,9                     |
| Océaniens                                                      | 0,1                      | 0,4                      | 0,2                     |
| Total                                                          | 100                      | 100                      | 100                     |
|                                                                |                          |                          |                         |
| Hispaniques et Latino-Américains, dont : Mexicains             | 33,7 24,9                | 37,6 30,7                | 16,7 10,3               |

En 2010, la population latino-américaine est majoritairement composée de Mexicano-Américains, qui représentent 24,9 % de la population totale de la ville, mais également de Salvadoro-Américains, qui représentent 2 % de la population.
Selon l'American Community Survey, en 2010, 55,33 % de la population âgée de plus de 5 ans déclare parler l'anglais à la maison, 27,25 % déclare parler l'espagnol, 4,75 % une langue chinoise, 3,22 % l'arménien, 1,70 % le tagalog, 1,31 % le coréen, 0,69 % le japonais, 0,65 % le français et 5,09 % une autre langue.
| 1880 | 1890  | 1900  | 1910   | 1920   | 1930   |
| ---- | ----- | ----- | ------ | ------ | ------ |
| 391  | 4 882 | 9 117 | 30 291 | 45 354 | 76 086 |

| 1940   | 1950    | 1960    | 1970    | 1980    | 1990    |
| ------ | ------- | ------- | ------- | ------- | ------- |
| 81 864 | 104 577 | 116 407 | 112 951 | 118 072 | 131 591 |

| 2000    | 2010    | 2020    | - | - | - |
| ------- | ------- | ------- | - | - | - |
| 133 936 | 137 122 | 138 699 | - | - | - |

## Jumelages
Ludwigshafen (Allemagne) depuis 1948
 Mishima (Japon) depuis 1957
 Järvenpää (Finlande) depuis 1983
 Vanadzor (Arménie) depuis 1991
 Xicheng (Chine) depuis 1999
 Dakar-Plateau (Sénégal) depuis 2019

## Éducation
Pasadena comporte deux établissements de renommée mondiale :
- le California Institute of Technology (en abrégé Caltech)
- et l'Art Center College of Design.

Le Jet Propulsion Laboratory, administré par Caltech pour le compte de la NASA, comporte de nombreuses installations dans la ville de Pasadena, bien que son site principal se situe dans la ville de La Cañada Flintridge au nord-ouest de Pasadena. L'Université du Peuple est également situé dans la ville, sur Lake Avenue.

## Culture et architecture

### L'hôtel de ville
Construit en 1927, sa rénovation, achevée en 2008, coûta 80 millions de dollars et s'étala sur dix ans.

### Tournoi de la parade des roses
Institué en 1890, ce défilé est l'un des plus populaires aux États-Unis. Près d'un million de spectateurs se pressent au début du mois de janvier dans les rues de la ville (spécialement Colorado Blvd et South Orange Grove Blvd) pour assister au défilé des chars décorés de milliers de roses. Sa retransmission par les plus grandes chaînes de télévision américaines (ABC en particulier) lui confère un retentissement important.

### Rose Bowl

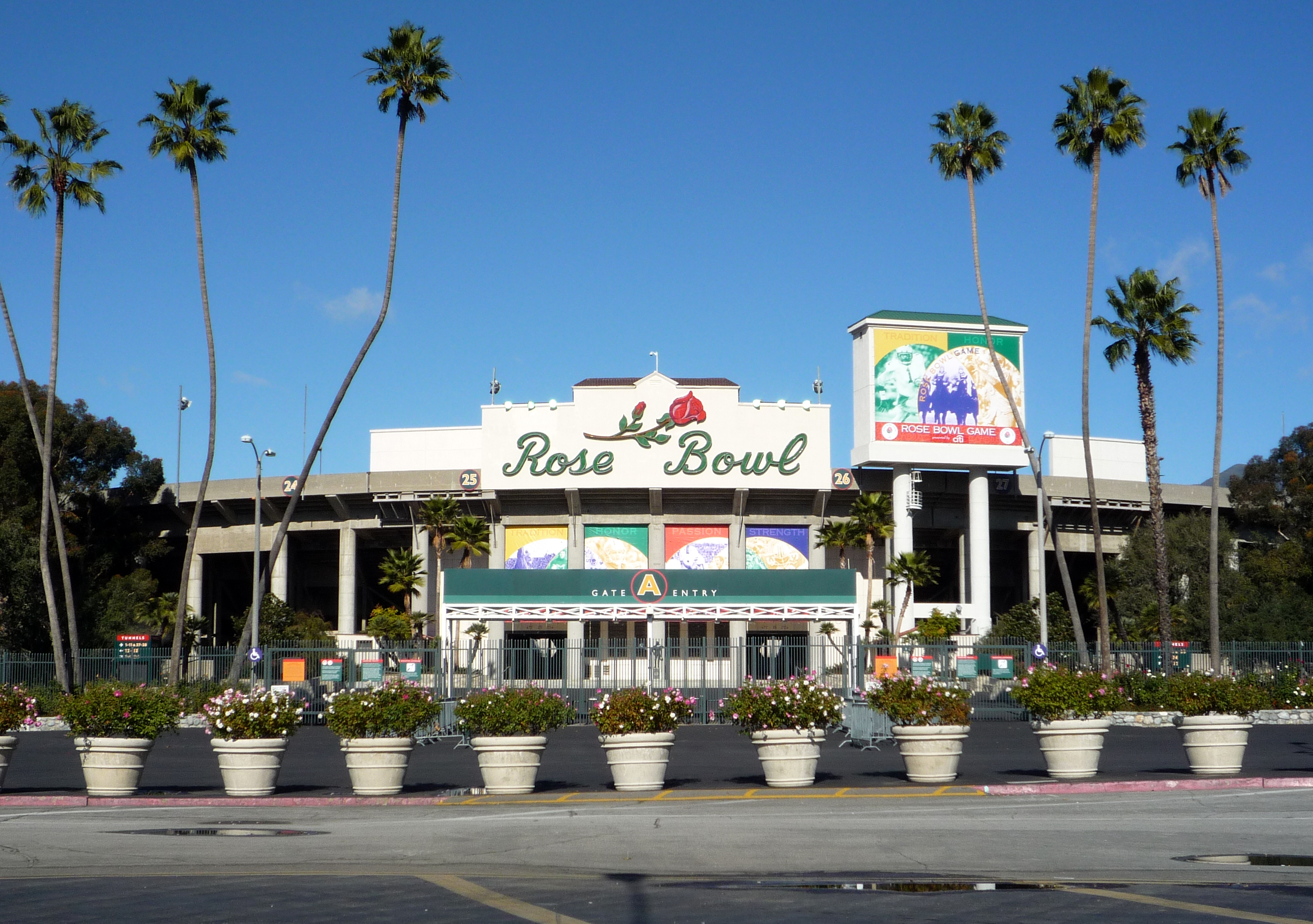
L'entrée principale du Rose Bowl Stadium.

La parade des roses est suivie par un match de football américain mettant aux prises les vainqueurs des conférences Pac-12 et Big Ten. Ces matchs (bowl games) intervenant après la fin de la saison universitaire suscitent un engouement particulièrement important aux États-Unis. Institué en 1902, le Rose Bowl Game est le plus ancien des bowl games et par là même souvent considéré comme le plus important.
Il se déroule dans le Rose Bowl Stadium, un stade de 92 542 places dont la construction remonte aux années 1920.

### Norton Simon Museum
Musée d'art, il portait le nom de « Pasadena Museum of Art » avant d'être baptisé en l'honneur de Norton Simon.

### Make Music Pasadena
Le 21 juin 2008, Pasadena organise sa première Fête de la musique, dans un effort pour apporter cette « tradition » française à la côte ouest des États-Unis, et notamment la zone de Los Angeles.

### Huntington Library
Elle est située sur la commune adjacente de San Marino.
- Musée (arts anglais et français des XVIIIe et XIXe siècles)
- Jardins botaniques

### Gamble House

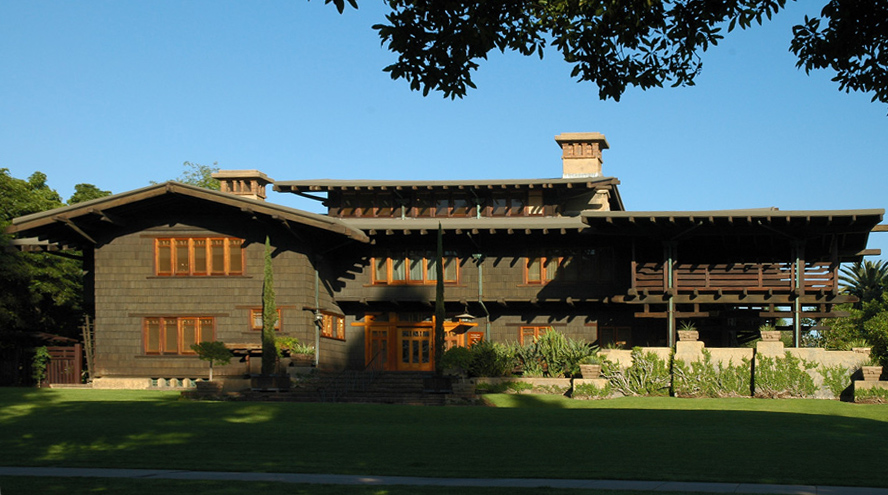
Gamble House.

La Gamble House a été construite en 1908, dans le style Arts & Crafts, par les frères Greene.

## Transports
Pasadena est desservie par l'aéroport Hollywood Burbank. Elle se situe sur l'historique Route 66.
Par ailleurs, la ligne A du métro de Los Angeles la dessert.